# Forsthaus Fürstenbrücke
Fürstenbrücke ist ein zur Stadt Rothenfels gehörendes Forsthaus im unterfränkischen Landkreis Main-Spessart.

## Beschreibung
Das Forsthaus Fürstenbrücke liegt auf der Gemarkung von Bergrothenfels im Tal der Hafenlohr, zwischen dem Torhaus Breitfurt und Hubertushöhe. Es befindet sich etwas abseits der Hafenlohrtalstraße (Kreisstraße MSP 26) auf der nördlichen Flussseite.
Das Forsthaus wurde nach einer an dieser Stelle befindlichen, heute nicht mehr bestehenden Brücke benannt. Es wurde im Jahr 1878 als Zaunwartshaus für den Löwensteinschen Wildpark errichtet.